# Emily Watson
Emily Margaret Watson, angleška igralka * 14. januar 1967, Islington, London, Anglija.                                                                                                                                                  
Watson je svojo kariero začela na v gledališču in se pridružila družbi Royal Shakespeare Company leta 1992. Leta 2002 je igrala v produkcijah Dvanajsta noč in Stric Vanya v skladišču Donmar, za slednjo pa je bila leta 2003 nominirana za Olivierjevo nagrado za najboljšo igralko.
Nominirana je bila za oskarja za najboljšo igralko za prvo vlogo v vlogi Bess McNeil v filmu Breaking the Waves Larsa von Trierja (1996) in za vlogo Jacqueline du Pré v filmu Hilary in Jackie (1998) ter osvojila britansko neodvisno filmsko nagrado  za najboljšo igralko za slednjo. Za vlogo Margaret Humphreys v filmu Pomaranče in sonce (2010) je bila nominirana tudi za nagrado AACTA za najboljšo igralko v glavni vlogi.  
Med njenimi drugimi vlogami so tudi v filmih The Boxer (1997), Angelin pepel (1999), Gosford Park (2001), Punch-Drunk Love (2002), Rdeči zmaj (2002), Življenje in smrt Petra Sellersa (2004), Corpse Bride (2005), Miss Potter (2006), Synecdoche, New York (2008), Grivasti vojak (2011), Teorija vsega (2014), Kingsman: The Golden Circle (2017) in Veseli Princ (2018). Za vlogo v HBO miniseriji Černobil (2019) je bila nominirana za nagrado Primetime Emmy in zlati globus. Dobila je britansko televizijsko nagrado za najboljšo igralko za igranje Janet Leach v televizijskem biografskem filmu ITV iz leta 2011 Ustrezni odrasli in bila nominirana za mednarodno nagrado Emmy za najboljšo igralko za miniserijo BBC 2017 Apple Tree Yard. 
Watson je poročena z Jackom Watersom, s katerim ima eno hčerko in enega sina.